# Марийские погребальные обряды

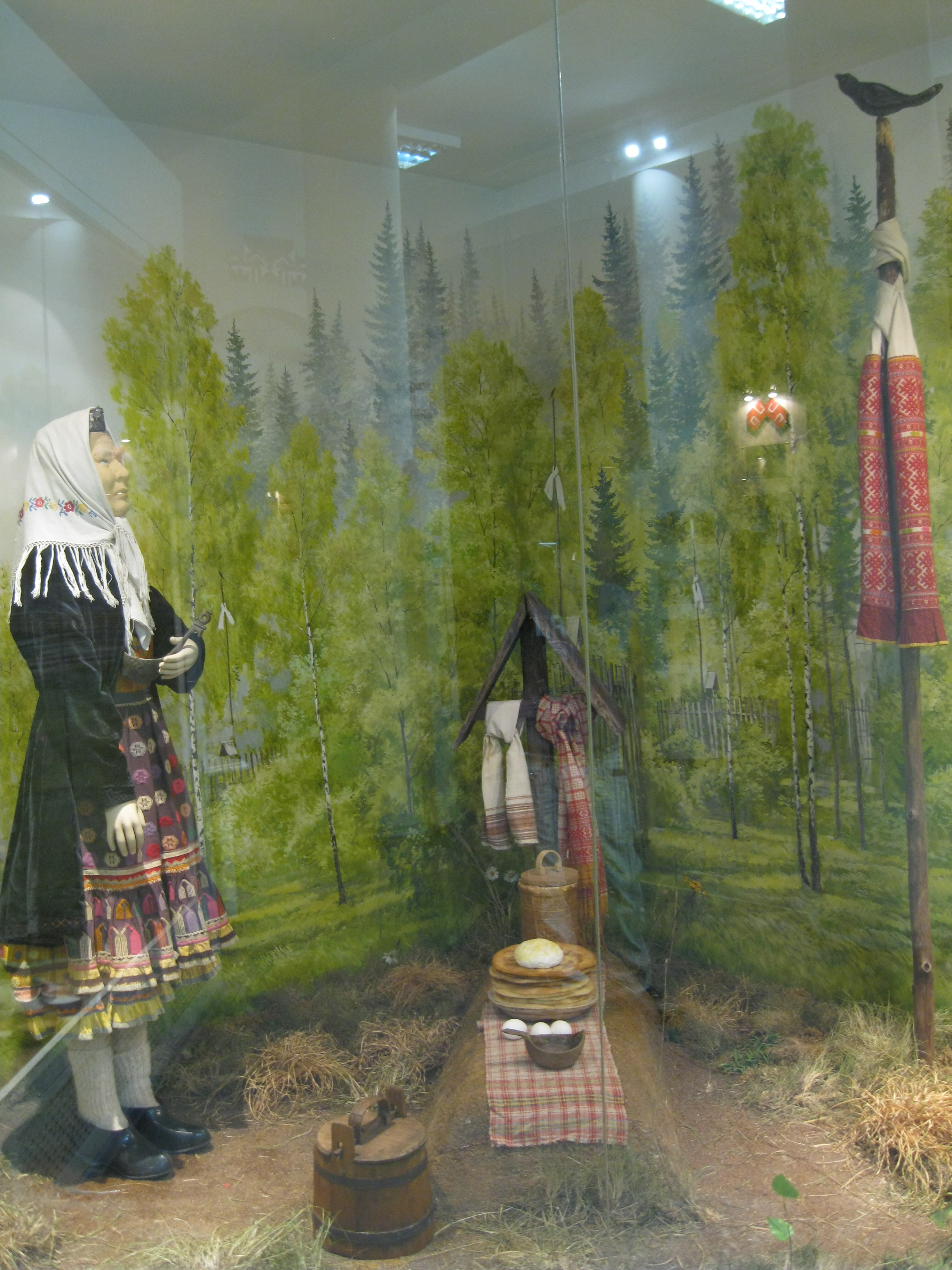
Погребение в марийской традиционной религии. Экспозиция НМ РМЭ

Марийские погребальные обряды (луговомар. Марий тойымо йӱла) — национальные обычаи марийцев, связанные с похоронами человека, прощанием, погребением, устройством могилы и кладбищ, а также поминовением умершего и представлениями о его посмертном пути.
У марийцев существовал обычай хоронить мёртвых в зимней одежде и отвозить тела на кладбище на санях даже в летнее время. Согласно традиции вместе с покойным похоронили ногти, собранные в течение жизни, цветки шиповника, кусок холста. Марийцы считали, что на том свете ногти понадобятся для того, чтобы преодолевать горы, цепляясь за скалы; шиповник поможет отогнать змею и собаку, сторожащих вход в Царство мёртвых, а по куску холста как по мосту души мёртвых перейдут в загробный мир.
Погребение осуществлялось в виде ингумации. На могиле устанавливался деревянный шест, украшенный полотенцем со скульптурным навершием в виде кукушки.